# El bonaerense
El Bonaerense es una película argentina dirigida y escrita por el director Pablo Trapero con la colaboración de Nicolás Gueillburt. El film fue estrenado el 19 de septiembre de 2002. Protagonizada por Jorge Román, Mimí Ardú, Darío Levy o Víctor Hugo Carrizo entre otros. El guion fue coescrito con el periodista de policiales Ricardo Ragendorfer.

## Repercusiones
Meses antes de su estreno, Trapero presentó la película en la sección Un Certain Regard del Festival de Cannes, con positiva recepción por parte del público habitué y la crítica.
Tras su estreno en Argentina, la película recibió diez nominaciones a los premios Cóndor de Plata (entregado por Asociación de Críticos Cinematográficos de la Argentina) incluyendo: "Mejor Película", "Mejor Director", "Mejor guion original" , "Fotografía" y "Revelación Masculina" entre otras tantas.
Recibió nominaciones internacionales como mejor película/director en el Festival de Chicago, Festival de Cine Iberoamericano de Huelva y Los Premios Mayahuel de la Muestra de cine en la ciudad de Guadalajara, México.

## Sinopsis
El Bonaerense narra la historia de Enrique Orlando Mendoza, "el Zapa", para los amigos, un humilde cerrajero de un pequeño pueblo de la Provincia de Buenos Aires. Se trata de un lugar tranquilo donde el trabajo escasea. 
El dueño del local (El Polaco) lo envió a abrir la caja fuerte de la oficina, una tarea regular para el protagonista quien desconoce las intenciones de su empleador: sustraer el contenido. Al día siguiente, el Zapa es detenido y acusado como responsable del robo.
Su tío Ismael, policía bonaerense retirado, a través de sus viejos contactos lo saca de la comisaría y lo envía al Gran Bs. As. con una carta de recomendación. Así, el Zapa se convierte en un joven aspirante a agente de la Policía Bonaerense. Zapa llega a su nueva ciudad. Toma el curso de preparación, trabaja en la comisaría, etc. Su vida se convierte en una extraña ficción con la que deberá convivir.

## Reparto
- Jorge Román - "El Zapa"
- Mimí Ardú - Mabel
- Darío Levy - "Gallo"
- Hugo Anganuzzi - "Polaco"
- Víctor Hugo Carrizo - Molinari
- Graciana Chironi - Madre de Zapa
- Roberto Posse - Tío Ismael
- Luis Viscat - Pellegrino
- Aníbal Barengo - Caneva
- Gerardo Maffoni - Cabo Osorio
- Liliana de María - Cabo Marina
- Facundo Gómez - Aspirante Salazar
- Carlos Federico Simón - Hijo de Mabel
- Marcela Uzuka - Instructor policial
- Jorge Alberto Gómez - Profesor de Insignias
- Horacio Marassi - Profesor de Derecho
- Martín Claudel - Agente Pucho pueblo
- Pepe Sosa - Comisario pueblo
- Silvia Hilario - Agente Femenino 1
- Julia Torres - Agente Femenino 2
- Lucas Olivera - Agente Abdala
- Jorge Luis Giménez - Cabo Berti
- Adrián Barrios - "Yiyo"
- Daniel Kargieman - "Gitano"
- Carmen Chironi - Vendedora departamento
- Daniel Coria - Domenico
- Norma Gagliardi - Betty
- Sergio Acosta - Motoquero
- Martín Trapero - Gómez
- Gastón Polo - "Lanza"
- Esteban Lamothe - Extra

## Premios
- Festival de Chicago, Premio de la Crítica Internacional FIPRESCI
- Festival de Cine Iberoamericano de Huelva, Sección Paralela: Premio ASECAN Premio Radio Exterior de España
- Muestra de Cine de Guadalajara, Premios Mayahuel, Mejor cinta iberoamericana y Mejor Director
- Premios Cóndor de Plata, Mejor revelación femenina y Mejor montaje.
- Festival Iberoamericano de Lleida, Mejor película